# モデラトス
ガデイラのモデラトスまたはガデスのモデラトゥス（古希: Μοδερᾶτος 羅・英: Moderatus 1世紀）は、ローマ帝国期のガデイラ（ガデス、現スペインのカディス）出身の哲学者。新ピタゴラス派に属するが、中期プラトン主義者の側面もあった。著作は現存せず、学説が断片的に伝わる。
プルタルコス『食卓歓談集』など様々な文献で、ピタゴラス派（新ピタゴラス派）の人物として言及される。
ポルピュリオス『ピタゴラス伝』によれば、ピタゴラス派の数の研究をまとめた11巻本を作った。
シンプリキオスの『アリストテレス自然学注解』では、新プラトン主義者の「一者」に似た思想を、プラトン『パルメニデス』でなくピタゴラス派に従って説いた、という旨が報告される。この報告については、現代の哲学史家の間でも諸解釈ある。